# A US Open női páros döntői
A US Open a négy Grand Slam-teniszbajnokság egyike. Női párosok számára az első versenyt 1889-ben rendezték meg.
| Év   | Bajnokok                                    | Ellenfelek a döntőben                      | Döntő eredménye     |
| 2024 | Ljudmila Kicsenok Jeļena Ostapenko          | Kristina Mladenovic Csang Suaj             | 6–4, 6–3            |
| 2023 | Gabriela Dabrowski Erin Routliffe           | Laura Siegemund Vera Zvonareva             | 7–6(9), 6–3         |
| 2022 | Barbora Krejčíková Kateřina Siniaková       | Catherine McNally Taylor Townsend          | 3–6, 7–5, 6–1       |
| 2021 | Samantha Stosur Csang Suaj                  | Cori Gauff Catherine McNally               | 6-3, 3-6, 6-3       |
| 2020 | Laura Siegemund Vera Zvonarjova             | Nicole Melichar Hszü Ji-fan                | 6–4, 6–4            |
| 2019 | Elise Mertens Arina Szabalenka              | Viktorija Azaranka Ashleigh Barty          | 7–5, 7–5            |
| 2018 | Ashleigh Barty Coco Vandeweghe              | Babos Tímea Kristina Mladenovic            | 3–6, 7–6(2), 7–6(6) |
| 2017 | Csan Jung-zsan Martina Hingis               | Lucie Hradecká Kateřina Siniaková          | 6–3, 6–2            |
| 2016 | Bethanie Mattek-Sands Lucie Šafářová        | Caroline Garcia Kristina Mladenovic        | 2–6, 7–6(5), 6–4    |
| 2015 | Martina Hingis Szánija Mirza                | Casey Dellacqua Jaroszlava Svedova         | 6–3, 6–3            |
| 2014 | Jekatyerina Makarova Jelena Vesznyina       | Martina Hingis Flavia Pennetta             | 2–6, 6–3, 6–2       |
| 2013 | Andrea Hlaváčková Lucie Hradecká            | Ashleigh Barty Casey Dellacqua             | 6–7(4), 6–1, 6–4    |
| 2012 | Sara Errani Roberta Vinci                   | Andrea Hlaváčková Lucie Hradecká           | 6–4, 6–2            |
| 2011 | Liezel Huber Lisa Raymond                   | Vania King Jaroszlava Svedova              | 4–6, 7–6(5), 7–6(3) |
| 2010 | Vania King Jaroszlava Svedova               | Liezel Huber Nagyja Petrova                | 2–6, 6–4, 7–6(4)    |
| 2009 | Serena Williams Venus Williams              | Cara Black Liezel Huber                    | 6–2, 6–2            |
| 2008 | Cara Black Liezel Huber                     | Lisa Raymond Samantha Stosur               | 6–3, 7–6(6)         |
| 2007 | Nathalie Dechy Gyinara Szafina              | Csan Jung-zsan Csuang Csia-zsung           | 6–4, 6–2            |
| 2006 | Nathalie Dechy Vera Zvonarjova              | Gyinara Szafina Katarina Srebotnik         | 7–6(5), 7–5         |
| 2005 | Lisa Raymond Samantha Stosur                | Jelena Gyementyjeva Flavia Pennetta        | 6–2, 5–7, 6–3       |
| 2004 | Virginia Pascual Paola Suárez               | Szvetlana Kuznyecova Jelena Lihovceva      | 6–4, 7–5            |
| 2003 | Virginia Pascual Paola Suárez               | Szvetlana Kuznyetsova Martina Navratilova  | 6–2, 6–3            |
| 2002 | Virginia Pascual Paola Suárez               | Jelena Gyementyjeva Janette Husárová       | 6–2, 6–1            |
| 2001 | Lisa Raymond Rennae Stubbs                  | Kimberly Po Nathalie Tauziat               | 6–2, 5–7, 7–5       |
| 2000 | Julie Halard Szugijama Ai                   | Cara Black Jelena Lihovceva                | 6–0, 1–6, 6–1       |
| 1999 | Serena Williams Venus Williams              | Chanda Rubin Sandrine Testud               | 4–6, 6–1, 6–4       |
| 1998 | Martina Hingis Jana Novotná                 | Lindsay Davenport Natallja Zverava         | 6–3, 6–3            |
| 1997 | Lindsay Davenport Jana Novotná              | Gigi Fernández Natallja Zverava            | 6–3, 6–4            |
| 1996 | Gigi Fernández Natallja Zverava             | Jana Novotná Arantxa Sánchez               | 1–6, 6–1, 6–4       |
| 1995 | Gigi Fernández Natallja Zverava             | Brenda Schultz Rennae Stubbs               | 7–5, 6–3            |
| 1994 | Jana Novotná Arantxa Sánchez                | Katerina Maleeva Robin White               | 6–3, 6–3            |
| 1993 | Arantxa Sánchez Helena Suková               | Amanda Coetzer Ines Gorrochategui          | 6–4, 6–2            |
| 1992 | Gigi Fernández Natallja Zverava             | Larisa Neiland Jana Novotná                | 7–6(4), 6–1         |
| 1991 | Pam Shriver Natallja Zverava                | Larisa Neiland Jana Novotná                | 6–4, 4–6, 7–6(5)    |
| 1990 | Gigi Fernández Martina Navratilova          | Jana Novotná Helena Suková                 | 6–2, 6–4            |
| 1989 | Hana Mandlíková Martina Navratilova         | M.J. Fernández Pam Shriver                 | 5–7, 6–4, 6–4       |
| 1988 | Gigi Fernández Robin White                  | Patty Fendick Jill Hetherington            | 6–4, 6–1            |
| 1987 | Martina Navratilova Pam Shriver             | Kathy Jordan Elizabeth Smylie              | 5–7, 6–4, 6–2       |
| 1986 | Martina Navratilova Pam Shriver             | Hana Mandlíková Wendy Turnbull             | 6–4, 3–6, 6–3       |
| 1985 | Claudia Kohde-Kilsch Helena Suková          | Martina Navrátilová Pam Shriver            | 6–7(5), 6–2, 6–3    |
| 1984 | Martina Navratilova Pam Shriver             | Anne Hobbs Wendy Turnbull                  | 6–2, 6–4            |
| 1983 | Martina Navratilova Pam Shriver             | Rosalyn Fairbank Candy Reynolds            | 6–7, 6–1, 6–3       |
| 1982 | Rosie Casals Wendy Turnbull                 | Barbara Potter Sharon Walsh                | 6–4, 6–4            |
| 1981 | Kathy Jordan Anne Smith                     | Rosie Casals Wendy Turnbull                | 6–3, 6–3            |
| 1980 | Billie Jean King Martina Navrátilová        | Pam Shriver Betty Stöve                    | 7–6, 7–5            |
| 1979 | Betty Stöve Wendy Turnbull                  | Billie Jean King Martina Navrátilová       | 7–5, 6–3            |
| 1978 | Billie Jean King Martina Navrátilová        | Kerry Reid Wendy Turnbull                  | 7–6, 6–4            |
| 1977 | Martina Navrátilová Betty Stöve             | Renee Richards Betty-Ann Stuart            | 6–1, 7–6            |
| 1976 | Delina Ann Boshoff Ilana Kloss              | Olga Morozova Virginia Wade                | 6–1, 6–4            |
| 1975 | Margaret Smith Court Virginia Wade          | Rosie Casals Billie Jean King              | 7–5, 2–6, 7–6       |
| 1974 | Rosie Casals Billie Jean King               | Françoise Durr Betty Stöve                 | 7–6, 6–7, 6–4       |
| 1973 | Margaret Smith Court Virginia Wade          | Rosie Casals Billie Jean King              | 3–6, 6–3, 7–5       |
| 1972 | Françoise Durr Betty Stöve                  | Margaret Smith Court Virginia Wade         | 6–3, 1–6, 6–3       |
| 1971 | Rosie Casals Judy Tegart-Dalton             | Gail Chanfreau Françoise Durr              | 6–3, 6–3            |
| 1970 | Margaret Smith Court Judy Tegart-Dalton     | Rosie Casals Virginia Wade                 | 6–3, 6–4            |
| 1969 | Françoise Durr Darlene Hard                 | Margaret Smith Court Virginia Wade         | 0–6, 6–4, 6–4       |
| 1968 | Maria Bueno Margaret Smith Court            | Billie Jean King Rosie Casals              | 4–6, 9–7, 8–6       |
| 1967 | Rosie Casals Billie Jean King               | Mary-Ann Eisel Donna Floyd Fales           | 4–6, 6–3, 6–4       |
| 1966 | Maria Bueno Nancy Richey                    | Billie Jean King Rosie Casals              | 6–3, 6–4            |
| 1965 | Carole Caldwell Nancy Richey                | Billie Jean King Karen Hantze              | 6–4, 6–4            |
| 1964 | Billie Jean King Karen Hantze               | Margaret Smith Court Lesley Bowrey         | 3–6, 6–2, 6–4       |
| 1963 | Robyn Ebbern Margaret Smith Court           | Darlene Hard Maria Bueno                   | 4–6, 10–8, 6–3      |
| 1962 | Darlene Hard Maria Bueno                    | Karen Hantze Billie Jean King              | 4–6, 6–3, 6–2       |
| 1961 | Darlene Hard Lesley Bowrey                  | Edda Buding Yola Ramírez Ochoa             | 6–4, 5–7, 6–0       |
| 1960 | Maria Bueno Darlene Hard                    | Ann Haydon Jones Diedre Catt               | 6–1, 6–1            |
| 1959 | Jeanne Arth Darlene Hard                    | Althea Gibson Sally Moore                  | 6–2, 6–3            |
| 1958 | Jeanne Arth Darlene Hard                    | Althea Gibson Maria Bueno                  | 2–6, 6–3, 6–4       |
| 1957 | Louise Brough Clapp Margaret Osborne        | Althea Gibson Darlene Hard                 | 6–2, 7–5            |
| 1956 | Louise Brough Clapp Margaret Osborne        | Shirley Fry Irvin Betty Pratt              | 6–3, 6–0            |
| 1955 | Louise Brough Clapp Margaret Osborne        | Shirley Fry Irvin Doris Hart               | 6–3, 1–6, 6–3       |
| 1954 | Shirley Fry Irvin Doris Hart                | Louise Brough Clapp Margaret Osborne       | 6–4, 6–4            |
| 1953 | Shirley Fry Irvin Doris Hart                | Louise Brough Clapp Margaret Osborne       | 6–2, 7–9, 9–7       |
| 1952 | Shirley Fry Irvin Doris Hart                | Louise Brough Clapp Maureen Connolly       | 10–8, 6–4           |
| 1951 | Shirley Fry Irvin Doris Hart                | Nancy Chaffee Patricia Canning Todd        | 6–4, 6–2            |
| 1950 | Louise Brough Clapp Margaret Osborne        | Shirley Fry Irvin Doris Hart               | 6–2, 6–3            |
| 1949 | Louise Brough Clapp Margaret Osborne        | Shirley Fry Irvin Doris Hart               | 6–4, 10–8           |
| 1948 | Louise Brough Clapp Margaret Osborne        | Patricia Canning Todd Doris Hart           | 6–4, 8–10, 6–1      |
| 1947 | Louise Brough Clapp Margaret Osborne        | Patricia Canning Todd Doris Hart           | 5–7, 6–3, 7–5       |
| 1946 | Louise Brough Clapp Margaret Osborne        | Patricia Canning Todd Mary Arnold Prentiss | 6–1, 6–3            |
| 1945 | Louise Brough Clapp Margaret Osborne        | Pauline Betz Doris Hart                    | 6–3, 6–3            |
| 1944 | Louise Brough Clapp Margaret Osborne        | Pauline Betz Doris Hart                    | 4–6, 6–4, 6–3       |
| 1943 | Louise Brough Clapp Margaret Osborne        | Patricia Canning Todd Mary Arnold Prentiss | 6–1, 6–3            |
| 1942 | Louise Brough Clapp Margaret Osborne        | Pauline Betz Doris Hart                    | 2–6, 7–5, 6–0       |
| 1941 | Sarah Palfrey Cooke Margaret Osborne        | Dorothy Bundy Cheney Pauline Betz          | 3–6, 6–1, 6–4       |
| 1940 | Sarah Palfrey Cooke Alice Marble            | Dorothy Bundy Cheney Marjorie Gladman      | 6–4, 6–3            |
| 1939 | Sarah Palfrey Cooke Alice Marble            | Kay Stammers Freda James Hammersley        | 7–5, 8–6            |
| 1938 | Sarah Palfrey Cooke Alice Marble            | Simone Mathieu Jadwiga Jędrzejowska        | 6–8, 6–4, 6–3       |
| 1937 | Sarah Palfrey Cooke Alice Marble            | Marjorie Gladman Carolin Babcock Stark     | 7–5, 6–4            |
| 1936 | Marjorie Gladman Carolin Babcock Stark      | Helen Hull Jacobs Sarah Palfrey Cooke      | 9–7, 2–6, 6–4       |
| 1935 | Helen Hull Jacobs Sarah Palfrey Cooke       | Carolin Babcock Stark Dorothy Andrus       | 6–4, 6–2            |
| 1934 | Helen Hull Jacobs Sarah Palfrey Cooke       | Carolin Babcock Stark Dorothy Andrus       | 4–6, 6–3, 6–4       |
| 1933 | Betty Nuthall Freda James Hammersley        | Helen Wills Moody Elizabeth Ryan           | visszaléptek        |
| 1932 | Helen Hull Jacobs Sarah Palfrey Cooke       | Edith Cross Anna McCune Harper             | 3–6, 6–3, 7–5       |
| 1931 | Betty Nuthall Eileen Bennett                | Helen Hull Jacobs Dorothy Round Little     | 6–2, 6–4            |
| 1930 | Betty Nuthall Sarah Palfrey Cooke           | Edith Cross Anna McCune Harper             | 3–6, 6–3, 7–5       |
| 1929 | Phoebe Watson Peggy Mitchell                | Phyllis Covell Dorothy Shepherd            | 2–6, 6–3, 6–4       |
| 1928 | Hazel Hotchkiss Helen Wills Moody           | Edith Cross Anna McCune Harper             | 6–2, 6–2            |
| 1927 | Kathleen McKane Ermyntrude Harvey           | Betty Nuthall Joan Fry                     | 6–1, 4–6, 6–4       |
| 1926 | Elizabeth Ryan Eleanor Goss                 | Mary Kendall Browne Charlotte Chapin       | 3–6, 6–4, 12–10     |
| 1925 | Mary Kendall Browne Helen Wills Moody       | May Sutton Bundy Elizabeth Ryan            | 6–4, 6–3            |
| 1924 | Hazel Hotchkiss Helen Wills Moody           | Eleanor Goss Marion Zinderstein            | 6–4, 6–3            |
| 1923 | Kathleen McKane Phyllis Covell              | Hazel Hotchkiss Eleanor Goss               | 2–6, 6–2, 6–1       |
| 1922 | Marion Zinderstein Helen Wills Moody        | Edith Sigourney M. Bjurstedt Mallory       | 6–4, 7–9, 6–3       |
| 1921 | Mary Kendall Browne Louise Riddell Williams | Helen Gilleaudeau L.G. Morris              | 6–3, 6–2            |
| 1920 | Marion Zinderstein Eleanor Goss             | Eleanor Tennant Helen Baker                | 6–3, 6–1            |
| 1919 | Marion Zinderstein Eleanor Goss             | Eleonora Sears Hazel Hotchkiss             | 10–8, 9–7           |
| 1918 | Marion Zinderstein Eleanor Goss             | M. Bjurstedt Mallory Johan Rogge           | 7–5, 8–6            |
| 1917 | M. Bjurstedt Mallory Eleonora Sears         | Phyllis Walsh Mrs. Robert LeRoy            | 6–2, 6–4            |
| 1916 | M. Bjurstedt Mallory Eleonora Sears         | Louise Raymond Edna Wildey                 | 4–6, 6–2, 10–8      |
| 1915 | Hazel Hotchkiss Eleonora Sears              | Helen McLean G. L. Chapman                 | 10–8, 6–2           |
| 1914 | Mary Kendall Browne Louise Riddell Williams | Louise Raymond Edna Wildey                 | 10–8, 6–2           |
| 1913 | Mary Kendall Browne Louise Riddell Williams | Dorothy Green Edna Wildey                  | 12–10, 2–6, 6–3     |
| 1912 | Dorothy Green Mary Kendall Browne           | Maud Barger Wallach Frederick Schmitz      | 6–2, 5–7, 6–0       |
| 1911 | Hazel Hotchkiss Eleonora Sears              | Dorothy Green Florence Sutton              | 6–4, 4–6, 6–2       |
| 1910 | Hazel Hotchkiss Edith Rotch                 | Adelaide Browning Edna Wildey              | 6–4, 6–4            |
| 1909 | Hazel Hotchkiss Edith Rotch                 | Dorothy Green Louise Moyes                 | 6–1, 6–1            |
| 1908 | Evelyn Sears Margaret Curtis                | Carrie Neely Miriam Steever                | 6–3, 5–7, 9–7       |
| 1907 | Marie Wimer Carrie Neely                    | Edna Wildey Natalie Widley                 | 6–1, 2–6, 6–4       |
| 1906 | Ann Burdette Coe Ethel Bliss Platt          | Helen Homans Clover Boldt                  | 6–4, 6–4            |
| 1905 | Helen Homans Carrie Neely                   | M. F. Obertauffer Virginia Maule           | 6–0, 6–1            |
| 1904 | May Sutton Bundy Miriam Hall                | Elisabeth Moore Carrie Neely               | 3–6, 6–3, 6–3       |
| 1903 | Elisabeth Moore Carrie Neely                | Miriam Hall Marion Jones                   | 8–4, 6–1, 6–1       |
| 1902 | Juliette Atkinson Marion Jones              | Maud Banks Winona Closterman               | 6–2, 7–5            |
| 1901 | Juliette Atkinson Myrtle McAteer            | Marion Jones Elisabeth Moore               | visszaléptek        |
| 1900 | Edith Parker Hallie Champlin                | Marie Wimer Myrtle McAteer                 | 9–7, 6–2, 6–2       |
| 1899 | Jane Craven Myrtle McAteer                  | Maud Banks Elizabeth Rastall               | 6–1, 6–1, 7–5       |
| 1898 | Juliette Atkinson Kathleen Atkinson         | Marie Wimer Carrie Neely                   | 6–1, 2–6, 4–6, 6–1  |
| 1897 | Juliette Atkinson Kathleen Atkinson         | F. Edwards Elizabeth Rastall               | 6–2, 6–1, 6–1       |
| 1896 | Elisabeth Moore Juliette Atkinson           | Annabella Wistar Amy Williams              | 6–4, 7–5            |
| 1895 | Helen Hellwig Juliette Atkinson             | Elisabeth Moore Amy Williams               | 6–2, 6–2, 12–10     |
| 1894 | Helen Hellwig Juliette Atkinson             | Annabella Wistar Amy Williams              | 6–4, 8–6, 6–2       |
| 1893 | Aline Terry Harriet Butler                  | Augusta Schultz Miss Stone                 | 6–4, 6–3            |
| 1892 | Mabel Cahill Adeline McKinlay               | A. H. Harris Amy Williams                  | 6–1, 6–3            |
| 1891 | Mabel Cahill Emma Leavitt Morgan            | Grace Roosevelt Ellen Roosevelt            | 2–6, 8–6, 6–4       |
| 1890 | Ellen Roosevelt Grace Roosevelt             | Margarette Ballard Bertha Townsend         | 6–1, 6–2            |
| 1889 | Bertha Townsend Margarette Ballard          | Marian Wright Laura Knight                 | 6–0, 6–2            |